# Пікшики
Пі́кшики (рос. Пикшики, чув. Пикшик) — присілок у складі Красноармійського району Чувашії, Росія. Адміністративний центр Пікшицького сільського поселення.
Населення — 264 особи (2010; 263 у 2002).
Національний склад:
- чуваші — 99 %